# Kanton Compiègne-Sud-Ouest
Der Kanton Compiègne-Sud-Ouest war bis 2015 ein französischer Kanton im Arrondissement Compiègne, im Département Oise und in der Region Picardie; sein Hauptort war Compiègne. Vertreter im Generalrat des Départements war zuletzt von 2001 bis 2015 François Ferrieux.

## Gemeinden
Der Kanton bestand aus fünf Gemeinden und einem Teil der Stadt Compiègne (angegeben ist die Gesamteinwohnerzahl der Stadt, im Kanton lebten etwa 14.700 Einwohner).
| Gemeinde   | Einwohner Jahr | Fläche km² | Bevölkerungsdichte | Code INSEE | Postleitzahl |
| ---------- | -------------- | ---------- | ------------------ | ---------- | ------------ |
| Armancourt | 559 (2013)     | 2,03       | 275 Einw./km²      | 60023      | 60880        |
| Compiègne  | 40.430 (2013)  | –          | – Einw./km²        | 60159      | 60200        |
| Jaux       | 2.415 (2013)   | 8,63       | 280 Einw./km²      | 60325      | 60880        |
| Jonquières | 602 (2013)     | 7,32       | 82 Einw./km²       | 60326      | 60680        |
| Le Meux    | 2.091 (2013)   | 7,8        | 268 Einw./km²      | 60402      | 60880        |
| Venette    | 2.786 (2013)   | 8,45       | 330 Einw./km²      | 60665      | 60280        |